# 코로네이아 전투
코로네이아 전투(Battle of Coronea 또는 제1차 코로네이아 전투)는 기원전 447년 제1차 펠로폰네소스 전쟁에서 델로스 동맹과 보이오티아 및 그 동맹국들 사이에서 일어난 전투이다.

## 개요
기원전 457년에 아테네는 오이노피타 전투에서 승리하여 테바이를 제외한 모든 보이오티아를 세력 하에 두었다. 그때 그들은 10년 동안 동맹의 힘의 견고화에 지출했지만, 기원전 448년의 제2차 신성 전쟁 이후 망명한 보이오티아 사람이 오루코메노스와 카이로네이아 등 보이오티아의 여러 지역을 아테네에서 탈환하기 시작했다. 그래서 아테네는 톨미데스 휘하의 중장보병 1,000명과 동맹군을 보이오티아로 보냈다. 그들은 카이로네이아를 점령하고 주민을 노예로 팔아 수비대를 두었다. 그 뒤 그들은 코로네이아로 진격했지만, 그곳은 스파르톤이 이끄는 보이오티아, 로크리스, 에우보이아 기타 연합군의 습격을 당해 패배하면서 톨미데스도 전사하게 된다. 그 후, 아테네는 포로의 인도를 조건으로 보이오티아를 포기했고, 보이오티아는 독립을 회복했다.
이 패배 후 에우보이아 그리고 메가라와 같이 아테네에 대항한 동맹국의 반란이 속출하였고, 아테네는 이것에 대처와 이에 편승한 스파르타가 이끄는 펠로폰네소스 동맹과의 싸움을 해야 했다. 그리고 기원전 446년 내지 445년에 아테네는 스파르타와 그 동맹국과 〈삼십년 평화 조약〉을 맺고 일단 평화를 추구했다.

## 참고 문헌
- 디오도로스의 비블리오테카 히스토리카 영어 번역